# Anh Tuan Dinh-Xuan
Anh Tuan Dinh-Xuan, né en 1958 à Sai Gon (Hô-Chi-Minh-Ville), au Viêtnam, est un chercheur, médecin universitaire et professeur des universités français. Il dirige le service hospitalier de Physiologie-Explorations Fonctionnelles de l’hôpital Cochin à Paris. Ses recherches portent sur la physiologie respiratoire et la physiopathologie des maladies pulmonaires.

## Biographie
Anh Tuan Dinh-Xuan, né en 1958 au Viêtnam, a quitté son pays d’origine à l’âge de 11 ans avec sa famille pour accompagner son père (Tho Dinh-Xuan), universitaire et diplomate vietnamien, en poste en Afrique du Nord. Arrivé en France en 1973, il a poursuivi ses études secondaires au lycée Louis-le-Grand avant de commencer ses études de médecine à Paris. Il obtient son doctorat de médecine en 1985 à la faculté Cochin – Port-Royal. Son travail est récompensé par le Prix de thèse de l'université Paris Descartes. Sa formation est complétée par un Master of Arts et un Doctorat ès sciences à l’Université de Cambridge, Royaume-Uni dans les années 1990. Dans le même temps, Anh Tuan Dinh-Xuan commence sa carrière de praticien hospitalier dans le service de Physiologie – Explorations Fonctionnelles, à l’Hôpital Cochin, obtient son habilitation à diriger des recherches à l’université Paris Descartes où il enseigne entre autres la physiologie cellulaire, respiratoire et cardiovasculaire. Il participe à l’enseignement en Master de biologie de la Cellule Normale et Pathologique et de pharmacologie préclinique et clinique.

## Recherches scientifiques
Dans les années 2000, devenu chef du service de Physiologie – Explorations Fonctionnelles de l’hôpital Cochin, Anh Tuan Dinh-Xuan est élu membre du CNRS, intégré au Comité national de la recherche scientifique. Ses recherches portent notamment sur la physiologie moléculaire et intégrative et le rôle du monoxyde d’azote dans la physiopathologie, le diagnostic et les traitements des maladies respiratoires. Au sein de l’université Paris Descartes, Anh Tuan Dinh-Xuan a assuré entre 2002 et 2010 la direction de l’unité propre de recherche de l’enseignement supérieur UPRES spécialisée en « Biologie, Physiologie & Pathologie Respiratoires ». Il dirige actuellement l’Institut Universitaire de Santé de l’université de Corse. Ses travaux paraissent dans de nombreuses revues médicales spécialisées à comité de lecture, dans des ouvrages, il prend la direction de revues spécialisées, comme l’European Respiratory Journal dont il est rédacteur en chef. Il est également membre du comité éditorial de la Revue des Maladies Respiratoires, organe officiel de la Société de pneumologie de langue française (SPLF). Anh Tuan Dinh-Xuan est consulté comme expert par des organismes aussi variés que l'Institut national de la santé et de la recherche médicale (INSERM), les Programmes hospitaliers de recherche clinique (PHRC), le Ministère de l'Enseignement supérieur et de la Recherche, l’American Heart Association, l’European Respiratory Society, le British Lung Foundation, la Société de Physiologie, l'Association Vaincre la mucoviscidose ou encore l’Association française contre les myopathies.

## Activités humanitaires
Anh Tuan Dinh-Xuan fut le premier médecin français d’origine vietnamienne à participer aux différentes opérations de sauvetage des Boat People en mer de Chine méridionale organisées par Médecins du Monde.  Il a effectué entre 1982 et 1987 plusieurs missions humanitaires en mer de Chine au bord des bateaux humanitaires affrétés par Médecins du monde à côté d’Alain Deloche et de Bernard Kouchner. En 1985, Anh Tuan Dinh-Xuan a initié la collaboration entre l’organisation humanitaire de la diaspora vietnamienne aux États-Unis « Boat People SOS Committee », basée en Californie, et Médecins du Monde, ce qui a permis la collecte d’argent dans les communautés vietnamiennes vivant aux États-Unis qui a financé en partie les opérations de sauvetage des Boat People vietnamiens de 1985 à 1988 (date de la dernière mission de Médecins du Monde en mer de Chine).

## Prix et distinctions
- 1985 - Lauréat de la Faculté de Médecine Cochin–Port-Royal, Prix de Thèse, Médaille d'argent, Paris
- 1990 - Young Investigator Award, Prix annuel de l'American College of Angiology, Atlanta, États-Unis
- 1997 - Prix de la Recherche Clinique, Fondation pour la recherche médicale, Paris, France
- 2000 - Excellent Medical Sciences Award, Vietnamese American Medical Research Foundation, Los Angeles, États-Unis

## Ouvrages pédagogiques
- Précis de Physiologie Médicale,  Dinh-Xuan Anh Tuan, Éditions Piccin, Padoue,  (ISBN 88-299-1657-9) 1996. Deuxième édition 2003.
- Physiologie, Dinh-Xuan Anh Tuan, Ader JL, Carré F, Duclos M, Kubis N, Mercier J, Mion F, Préfaut C, Roman S. Collection des Abrégés[15], Masson, Paris, 2003. 
  - Prix “1er cycle” du 2e Festival International du Livre Médical (organisé par la Faculté de Médecine d’Amiens) EDIMED 2003.
- Physiologie 320 QCM, Dinh-Xuan Anh Tuan, Ader JL, Carré F, Duclos M, Kubis N, Mercier J, Mion F, Préfaut C, Roman S. Éditions Masson,  (ISBN 2294014243), Paris, 2004[16].

## Quelques articles récents
- 2011
  - (en) Honglin Hu, Frédéric Batteux, Christiane Chéreau, Niloufar Kavian, Wioleta Marut, Camille Gobeaux, Didier Borderie, Anh Tuan Dinh-Xuan, Bernard Weill, Carole Nicco, « Clopidogrel protects from cell apoptosis and oxidative damage in a mouse model of renal ischaemia-reperfusion injury », The Journal of pathology, vol. 225, no 2,‎ octobre 2011, p. 265-275[17]
  - (en) Laurent Boyer, Laurent Plantier, Maylis Dagouassat, Sophie Lanone, Delphine Goven, Philippe Caramelle, François Berrehar, Stephane Kerbrat, Anh-Tuan Dinh-Xuan, Bruno Crestani, Sabine Le Gouvello, Jorge Boczkowski, « Role of nitric oxide synthases in elastase-induced emphysema », Laboratory investigation; a journal of technical methods and pathology, vol. 91, no 3,‎ mars 2011, p. 353-362[18]
  - (en) S Duong-Quy, P Dao, T Hua-Huy, C Guilluy, P Pacaud, A T Dinh-Xuan, « Increased Rho-kinase expression and activity and pulmonary endothelial dysfunction in smokers with normal lung function », The European respiratory journal: official journal of the European Society for Clinical Respiratory Physiology, vol. 37, no 2,‎ février 2011, p. 349-355[19]
- 2010
  - (en) Thong Hua-Huy, Kiet Phong Tiev, Christiane Chéreau, Sy Duong-Quy, Jean Cabane, Anh Tuan Dinh-Xuan, « Increased alveolar concentration of nitric oxide is related to serum-induced lung fibroblast proliferation in patients with systemic sclerosis », The Journal of rheumatology, vol. 37, no 8,‎ 1er août 2010, p. 1680-1687[20]
  - (en) V Brusasco, A T Dinh-Xuan, « Stereology: a bridge to a better understanding of lung structure and function », The European respiratory journal: official journal of the European Society for Clinical Respiratory Physiology, vol. 35, no 3,‎ mars 2010, p. 477-478[21]
  - (en) R Mounier, C Adrie, A Français, M Garrouste-Orgeas, C Cheval, B Allaouchiche, S Jamali, A T Dinh-Xuan, D Goldgran-Toledano, Y Cohen, E Azoulay, J-F Timsit, J-D Ricard, « Study of prone positioning to reduce ventilator-associated pneumonia in hypoxaemic patients », The European respiratory journal: official journal of the European Society for Clinical Respiratory Physiology, vol. 35, no 4,‎ avril 2010, p. 795-804[22]
  - (en) M Gilson, D Zerkak, J Wipff, D Dusser, A T Dinh-Xuan, V Abitbol, S Chaussade, P Legmann, A Kahan, Y Allanore, « Prognostic factors for lung function in systemic sclerosis: prospective study of 105 cases », The European respiratory journal: official journal of the European Society for Clinical Respiratory Physiology, vol. 35, no 1,‎ janvier 2010, p. 112-117[23]